# 庄内町 (愛知県)
庄内町（しょうないちょう）は、かつて愛知県西春日井郡にあった町である。現在の名古屋市西区の北部にあたる。
庄内川南岸に位置しており、町名はこの河川にちなむ。地名としての「庄内町」は現存しないが、愛知県道63号名古屋江南線の一部が「庄内通」と名づけられている。

## 沿革
- 江戸時代末期、この地域は尾張国春日井郡であり、尾張藩領、今尾藩領などであった。
- 1880年（明治13年）2月5日 - 春日井郡が東春日井郡と西春日井郡に分割される。この地域は西春日井郡となる。
- 1889年（明治22年）10月1日[3] - 新福寺村 、堀越村、稲生村、名塚村が合併し、庄内村となる[2]。旧村はそのまま大字となる[2]。
- 1926年（大正15年）4月1日[3] - 町制施行し、庄内町となる[2]。
- 1930年（昭和5年）6月15日[3] - 庄内町の一部（旧・堀越村）が名古屋市西区に編入される[2]。
- 1937年（昭和12年）3月1日[3] - 名古屋市西区に編入される[2]。

## 教育
- 名塚尋常小学校[4]
  - 明治6年2月、「義校」の名称により設置。1874年（明治7年）5月「培根学校」、1876年（明治9年）7月「新福学校」と改称。1884年（明治17年）7月大字名塚に校舎を新築する。さらに1886年（明治19年）8月「時雍学校」、1887年（明治20年）4月「尋常小学校名塚学校」、1892年（明治25年）4月「名塚尋常小学校」と改称した。金城村大字児玉・上名古屋・北押切の児童および当村の児童の通学先となっていたが、1894年（明治27年）11月大字稲生・名塚・新福寺の児童については下記の庄内尋常小学校設立に伴い分離、1901年（明治34年）3月廃校に伴い大字堀越の児童についても庄内尋常小学校へ、残りは金城学校の学区となった。
- 庄内尋常小学校[5]（現・名古屋市立庄内小学校）
  - 1894年（明治27年）11月、名塚尋常小学校より分離新設。設立当時は当村大字稲生・名塚・新福寺を学区としていたが、1901年（明治34年）3月の名塚尋常小学校廃校に伴い、大字堀越の児童を受け入れるようになる。
- 庄内尋常高等小学校
  - 1909年（明治42年）3月31日[6]、庄内尋常小学校に併設される[5]。
- 庄内農業補習学校
  - 1918年（大正7年）9月設立。就業年度を3年とし、夜間において庄内尋常小学校教員の兼業により教授が行われていた。男子のみ[7]。
- 庄内村青年会[8]
  - 1916年（大正5年）10月、各大字に置かれていた青年会を統合し設立。講演会・撃剣会の実施、村内各神社において立太子の礼記念植樹などを事業として行ったという。

## 神社・仏閣
- 伊奴神社

## 交通

### 道路
- 西枇杷島郡道西枇杷島川中線
  - 西枇杷島町を起点として、名古屋市枇杷島町まで国道12号線（当時）と重複し、当村大字堀越・新福寺・名塚を経由していた郡道。さらに県道名古屋布袋線と重複し、矢田川南堤を経由し、川中村大字福徳・下中切に至っていたという。郡内延長は1里9町38間3分。未改修ではあったが、おおむね状態のよい道路だったようである[9]。

### 鉄道
- 旧・庄内町時代には鉄道は開通せず。1984年に開業した名古屋市営地下鉄鶴舞線庄内通駅が旧村域にある。

## 警察
- 1908年（明治41年）11月、庄内村大字稲生に江川町警察署管轄の庄内村巡査駐在所が設置され、村内を管轄した[10]。